# Stade Fatih-Terim de Başakşehir
Le Stade Başakşehir Fatih Terim est un stade de football situé dans le quartier de Başakşehir à Istanbul en Turquie, dont le club résident est l'Istanbul Başakşehir. Le stade dispose d'une capacité de 17 800 places. Il est situé à 12 km du Stade olympique Atatürk.

## Histoire
Le coût de la construction du stade est de 178 millions de livres turques. On prévoit que la construction du nouveau stade soit achevé d'ici l'été 2014.